# Enredado de la orientación

La imagen muestra un conjunto de 96 fibras ancladas al exterior en un extremo y a una esfera giratoria en el otro. Se comprueba que la esfera puede girar continuamente sin que las fibras se enreden.

En matemáticas y física, la noción de enredo de la orientación se usa a veces para desarrollar intuiciones relacionadas con la geometría de los espinores o, alternativamente, como un ejemplo concreto de que los grupos ortogonales especiales no son conjuntos simplemente conexos.

## Descripción elemental
|  |  |

Un solo punto en el espacio puede girar continuamente sin enredarse. Obsérvese que después de una rotación de 360 grados, la espiral se desplaza entre las orientaciones en sentido horario y antihorario. Vuelve a su configuración original después de un giro total de 720 grados.

Los vectores espaciales por sí solos no son suficientes para describir completamente las propiedades de las rotaciones en el espacio.
Considérese el siguiente ejemplo. Una taza de café está suspendida en una habitación por un par de bandas elásticas de goma fijadas a las paredes de la habitación. La taza gira por su asa a través de un giro completo de 360 °, de modo que la empuñadura gira alrededor del eje vertical central de la taza y vuelve a su posición original.

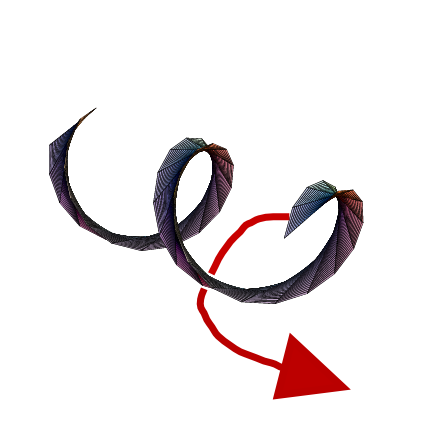
Desenrollando una cinta sin rotación

Téngase en cuenta que después de esta rotación, la taza ha regresado a su orientación original, pero sin embargo, su orientación con respecto a las paredes está retorcida. En otras palabras, si se baja la taza de café al suelo de la habitación, las dos bandas se enrollarán entre sí en un giro completo de una doble hélice. Este es un ejemplo de enredo de la orientación: la nueva orientación de la taza de café ligada a la habitación no es en realidad la orientación anterior, como lo demuestra la torsión de las bandas de goma. Dicho de otra manera, la orientación de la taza de café se ha enredado con respecto a la orientación de las paredes circundantes.
Claramente, la geometría de los vectores espaciales por sí sola no es suficiente para expresar el entrelazamiento de la orientación (la torsión de las bandas elásticas). Si se dibuja un vector a través de la taza, una rotación completa moverá el vector de modo que la nueva orientación del vector será la misma que la anterior. El vector por sí solo no deja constancia de que la taza de café está enredada con respecto a las paredes de la habitación.
De hecho, la taza de café está intrincadamente enredada. No hay forma de desenroscar las bandas sin girar la taza. Sin embargo, considérese lo que sucede cuando se gira la taza, no solo a través de un giro de 360°, sino mediante dos giros de 360° para completar una rotación total de 720°. Luego, si la taza se baja al suelo, las dos bandas de goma se enrollan entre sí en dos giros completos de una doble hélice. Si la taza ahora se lleva a través del centro de una bobina de esta hélice y se pasa al otro lado, el giro desaparece. Las bandas ya no están enrolladas una sobre la otra, aunque no fue necesario realizar ninguna rotación adicional (este experimento se realiza más fácilmente con una cinta o un cinturón, véase más abajo).
Por lo tanto, mientras que la orientación de la taza se torció con respecto a las paredes después de una rotación de únicamente 360°, dejó de estarlo después de una rotación de 720°. Sin embargo, considerando solo el vector unido a la taza, es imposible distinguir entre estos dos casos. Solo cuando se une un espinor a la taza es posible distinguir entre el caso retorcido y el no retorcido.

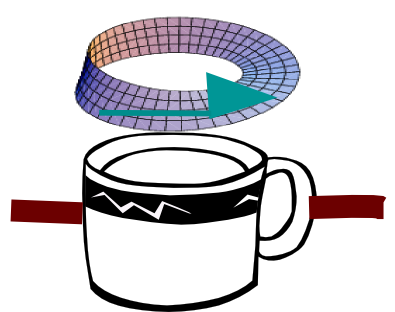
Un espinor

En esta situación, un espinor es una especie de vector polarizado. En el diagrama adyacente, un espinor puede representarse como un vector cuya cabeza es una bandera que se encuentra en un lado de una cinta de Möbius, apuntando hacia adentro. Inicialmente, supóngase que la bandera está en la parte superior de la tira como se muestra. A medida que se gira la taza de café, lleva el espinor y su bandera a lo largo de la tira. Si la taza se gira 360°, el espinor vuelve a la posición inicial, pero la bandera ahora está debajo de la tira, apuntando hacia afuera. Es necesaria otra rotación de 360° para devolver la bandera a su orientación original.

## Detalles formales
En tres dimensiones, el problema ilustrado anteriormente corresponde al hecho de que el grupo de Lie SO(3) no es simplemente conexo. Matemáticamente, se puede abordar este problema exhibiendo el grupo unitario especial, SU(2), que también es el grupo de espín en tres dimensiones euclídeas, como un doble recubrimiento de SO(3). Si X = (x1, x2, x3) es un vector en R3, entonces se identifica X con la matriz 2 × 2 con valores complejos
{\displaystyle X=\left({\begin{matrix}x_{1}&x_{2}-ix_{3}\\x_{2}+ix_{3}&-x_{1}\end{matrix}}\right)}
Téngase en cuenta que -det (X) da el cuadrado de la longitud euclidiana de X considerado como un vector, y que X es una traza libre, o mejor dicho, una matriz hermítica de traza cero.
El grupo unitario actúa sobre X vía
{\displaystyle X\mapsto MXM^{\dagger }}
donde M ∈ SU(2). Téngase en cuenta que, dado que M es unitario,
{\displaystyle \det \left(MXM^{\dagger }\right)=\det(X)}
y
{\displaystyle MXM^{\dagger }} es una matriz hermítica de traza cero.
Por lo tanto, SU(2) actúa a través de la rotación en los vectores X. A la inversa, como cualquier cambio de base que envíe matrices hermíticas de traza cero a matrices hermíticas de traza cero debe ser unitaria, se deduce que cada rotación también se eleva a SU(2). Sin embargo, cada rotación se obtiene de un par de elementos M y - M de SU(2). Por lo tanto, SU(2) es un doble recubrimiento de SO(3). Además, se ve fácilmente que SU(2) es simplemente conexo al ligarlo con el grupo de cuaterniones unitarios, un espacio homeomorfo con la 3-esfera.
Un cuaternión unitario tiene el coseno de la mitad del ángulo de rotación como su parte escalar y el seno de la mitad del ángulo de rotación multiplicando un vector unitario a lo largo de un eje de rotación (aquí asumido como fijo) como su parte de pseudovector (o vector axial). Si la orientación inicial de un cuerpo rígido (con conexiones no enredadas a su entorno fijo) se identifica con un cuaternión unidad que tiene una parte de pseudovector cero y +1 para la parte escalar, entonces, después de una rotación completa (2π rad), la parte del pseudovector regresa a cero y la parte escalar se ha convertido en −1 (enredada). Después de dos rotaciones completas (4π rad), la parte del pseudovector vuelve a cero y la parte escalar vuelve a +1 (desenredado), completando el ciclo.